# Sonamoo
Sonamoo (кор. 소나무; стилизуется как SONAMOO, буквально «Сосна») — южнокорейская гёрл-группа, сформированная в 2014 году под руководством TS Entertainment. В состав группы входят пять участниц:  Минджэ, Ди.Эна, Ыйджин, Хай.Ди и Нью Сан. 29 декабря 2014 года Sonamoo официально дебютировали с мини-альбомом Deja Vu.
В 2019 году Сумин и Нахён покинули группу после того, как подали иск о расторжении контрактов со своей компанией.

## История

### 2014—2015: Дебют с«Deja Vu»,«Cushion»
29 декабря 2014 года Sonamoo дебютировали с мини-альбомом «Deja Vu», в тот же день девушки провели свой дебютный шоукейс. Альбом дебютировал с первой позиции альбомного чарта Gaon. 25 февраля 2015 года группа начала продвигать «Just Go» в качестве второго сингла дебютного альбома.
20 июля 2015 года Sonamoo выпустили второй мини-альбом «Cushion». Участницы Ди.Эна и Нью Сан приняли участие в написании рэп-партий для песен «Deep» и «Let's Make A Movie». 1 сентября группа начала продвигать «Round N Round» в качестве второго сингла альбома.

### 2016 — настоящее время:«I Like U Too Much»,«I Think I Love U»и«Happy Box Project»
29 июня 2016 года группа выпустила третий мини-альбом «I Like U Too Much». Альбом представил девушек с новой, более яркой стороны. Сами участницы указали группу Girls’ Generation в качестве источника вдохновения для этого альбома.
9 января 2017 года группа выпустила первый сингл-альбом «I Think I Love U». Заглавный трек спродюсировал Шин Хёк, до этого работавший с SHINee и EXO.
27 июля TS Entertainment представили тизеры к новому проекту Sonamoo «Happy Box Project», заключающегося в том, что группа собирается выпустить три сингла в течение нескольких месяцев. Первый сингл «Friday Night» был выпущен 14 августа. Нью Сан написала рэп-партию для песни.
28 октября стартовало телешоу «The Unit», участницей которого стала Ыйджин. 6 ноября Sonamoo выпустили второй сингл в рамках «Happy Box Project», «I (Knew It)». Композитором трека выступил e.one, до этого работавший с Wonder Girls.

## Участницы
- Сумин (кор.: 수민), настоящее имя: Джи Сумин (кор.: 지수민), родилась 3 марта 1994 года. Лидер группы.
- Минджэ (кор.: 민재), настоящее имя: Сон Минджэ (кор.: 성민재), родилась 18 декабря 1994 года.
- Ди.Эна (кор.: 디애나), настоящее имя: Чо Ынэ (кор.: 조은애), родилась 10 сентября 1995 года.
- Нахён (кор.: 나현), настоящее имя: Ким Нахён (кор.: 김나현), родилась 9 декабря 1995 года.
- Ыйджин (кор.: 의진), настоящее имя: Хон Ыйджин (кор.: 홍의진), родилась 8 октября 1996 года.
- Хай.Ди (кор.: 하이디), настоящее имя: Ким Дохи (кор.: 김도희), родилась 21 декабря 1996 года.
- Нью Сан (кор.: 뉴썬), настоящее имя: Чхве Юнсон (кор.: 최윤선), родилась 19 июня 1997 года.

## Дискография

### Мини-альбомы
| Название          | Детали альбома | Высшая позиция в чартах | Продажи       |
| Название          | Детали альбома | KOR                     | Продажи       |
| ----------------- | --- | ----------------------- | ------------- |
| Deja Vu           | - Released: December 29, 2014 - Label: TS Entertainment, LOEN Entertainment - Формат: CD, цифровая дистрибуция Трек-лист 1. Into Me Интро 2. Deja Vu (데자뷰) 3. Love Call 4. People's Little Sister (국민 여동생) 5. Just Go (가는거야) 6. Everlasting Love (아낌없이 주는 나무) | 1                       | - KOR: 4,260+ |
| Cushion           | - Выпущен: 20 июля 2015 - Лейбл: TS Entertainment, LOEN Entertainment - Формат: CD, цифровая дистрибуция Трек-лист 1. Cushion 2. Round N Round (빙그르르) 3. Deeply Love (깊어) 4. OK 5. Liar (다 거짓말) 6. Let's Make a Movie (상영시간 무한대)                                 | 7                       | - KOR: 4,196+ |
| I Like U Too Much | - Выпущен: 29 июня 2016 - Лейбл: TS Entertainment, LOEN Entertainment - Формат: CD, цифровая дистрибуция | 7                       | - KOR: 4,387+ |

### Сингл-альбомы
| Название         | Детали альбома                                                                                            | Высшая позиция в чартах | Продажи       |
| Название         | Детали альбома                                                                                            | KOR                     | Продажи       |
| ---------------- | --- | ----------------------- | ------------- |
| I Think I Love U | - Выпущен: 9 января 2017 - Лейбл: TS Entertainment, LOEN Entertainment - Формат: CD, цифровая дистрибуция | 13                      | - KOR: 4,018+ |
| Happy Box Part.1 | - Выпущен: 14 августа 2017 - Лейбл: TS Entertainment - Формат: цифровая дистрибуция                       | —                       | Неизвестно    |
| Happy Box Part.2 | - Выпущен: 6 ноября 2017 - Лейбл: TS Entertainment - Формат: цифровая дистрибуция                         | —                       | Неизвестно    |

### Синглы
| Название                                  | Год  | Высшая позиция в чартах | Продажи       | Альбом            |
| Название                                  | Год  | KOR                     | Продажи       | Альбом            |
| ----------------------------------------- | ---- | ----------------------- | ------------- | ----------------- |
| «Deja Vu»                                 | 2014 | —                       | - KOR: 10,474 | Deja Vu           |
| «Cushion»                                 | 2015 | —                       | - KOR: 15,837 | Cushion           |
| «I Like U Too Much» (넘나 좋은 것)        | 2016 | 157                     | - KOR: 23,413 | I Like U Too Much |
| «I Think I Love U?» (나 너 좋아해?)       | 2017 | —                       | Неизвестно    | I Think I Love U? |
| «Friday Night» (금요일밤)                 | 2017 | —                       | Неизвестно    | Happy Box Part.1  |
| «I (Knew It)»                             | 2017 | —                       | Неизвестно    | Happy Box Part.2  |
| "—" означает, что релиз не попал в чарты. |      |                         |               |                   |

### Саундтреки
| Название     | Год  | Высшая позиция в чартах | Продажи    | Альбом          |
| Название     | Год  | KOR                     | Продажи    | Альбом          |
| ------------ | ---- | ----------------------- | ---------- | --------------- |
| «First Kiss» | 2016 | —                       | Неизвестно | The Miracle OST |

### Музыкальные клипы
| Год  | Название             | Ссылка |
| ---- | -------------------- | ------ |
| 2014 | «Deja Vu»            | [ 23 ] |
| 2015 | «Just Go»            | [ 24 ] |
| 2015 | «Cushion»            | [ 25 ] |
| 2016 | «I Like U Too Much»  | [ 26 ] |
| 2016 | «First Kiss»         | [ 27 ] |
| 2017 | «I Think I Love You» | [ 28 ] |
| 2017 | «Friday Night»       | [ 29 ] |
| 2017 | «I (Knew It)»        | [ 30 ] |

## Фильмография

### Реалити-шоу
| Год  | Название            | Канал        |
| ---- | ------------------- | ------------ |
| 2015 | SONAMOO's Pet House | SBS MTV      |
| 2015 | 2015 SONAMOO        | Naver TVcast |
| 2015 | Battle SONAMOO      | V Live       |